# أد هيرميس
أد هيرميس هو سياسي هولندي، ولد في 27 أغسطس 1929 في بريدا في هولندا، وتوفي في 31 يناير 2002 في فيخل في هولندا. نشط حزبياً في حزب النداء الديمقراطي المسيحي والحزب الكاثوليكي الشعبي. وقد انتخب عضو مجلس نواب هولندا ‏.